# Jang Soo-young
Jang Soo-young (koreanisch 장수영; * 22. September 1988 in Seoul) ist eine Badmintonspielerin aus Südkorea.

## Sportliche Karriere
Jang Soo-young wurde im Uber Cup 2008 mit dem südkoreanischen Team Dritte bei dieser Weltmeisterschaft für Damenmannschaften. Bei der Singapur Super Series 2008 wurde sie Neunte. Des Weiteren siegte sie beim Mongolian Satellite 2006 und dem Vietnam Satellite 2006.

## Sportliche Erfolge
| Saison | Veranstaltung          | Disziplin   | Platz | Name           |
| ------ | ---------------------- | ----------- | ----- | -------------- |
| 2006   | Mongolia International | Dameneinzel | 1     | Jang Soo-young |
| 2006   | Vietnam International  | Dameneinzel | 1     | Jang Soo-young |
| 2008   | Singapur Open          | Dameneinzel | 9     | Jang Soo-young |
| 2008   | Uber Cup               | Team        | 3     | Südkorea       |

## Referenzen
- http://bwfcontent.tournamentsoftware.com/profile/overview.aspx?id=60833095-72D1-48DA-AE46-FB1226A8FDEA

| Personendaten    | Personendaten                     |
| ---------------- | --------------------------------- |
| NAME             | Jang, Soo-young                   |
| ALTERNATIVNAMEN  | 장수영 (koreanisch, Hangeul)      |
| KURZBESCHREIBUNG | südkoreanische Badmintonspielerin |
| GEBURTSDATUM     | 22. September 1988                |
| GEBURTSORT       | Seoul                             |